# 金色阿蘭
金色阿蘭（學名：Aa aurantiaca）是蘭科阿蘭屬的物種，是一種原生于南美洲熱帶地區的草本植物。其种加词“aurantiaca”意为“橙色的”。

## 分佈
本種原生於南美洲熱帶，是秘魯的特有物種。